# James Dobson

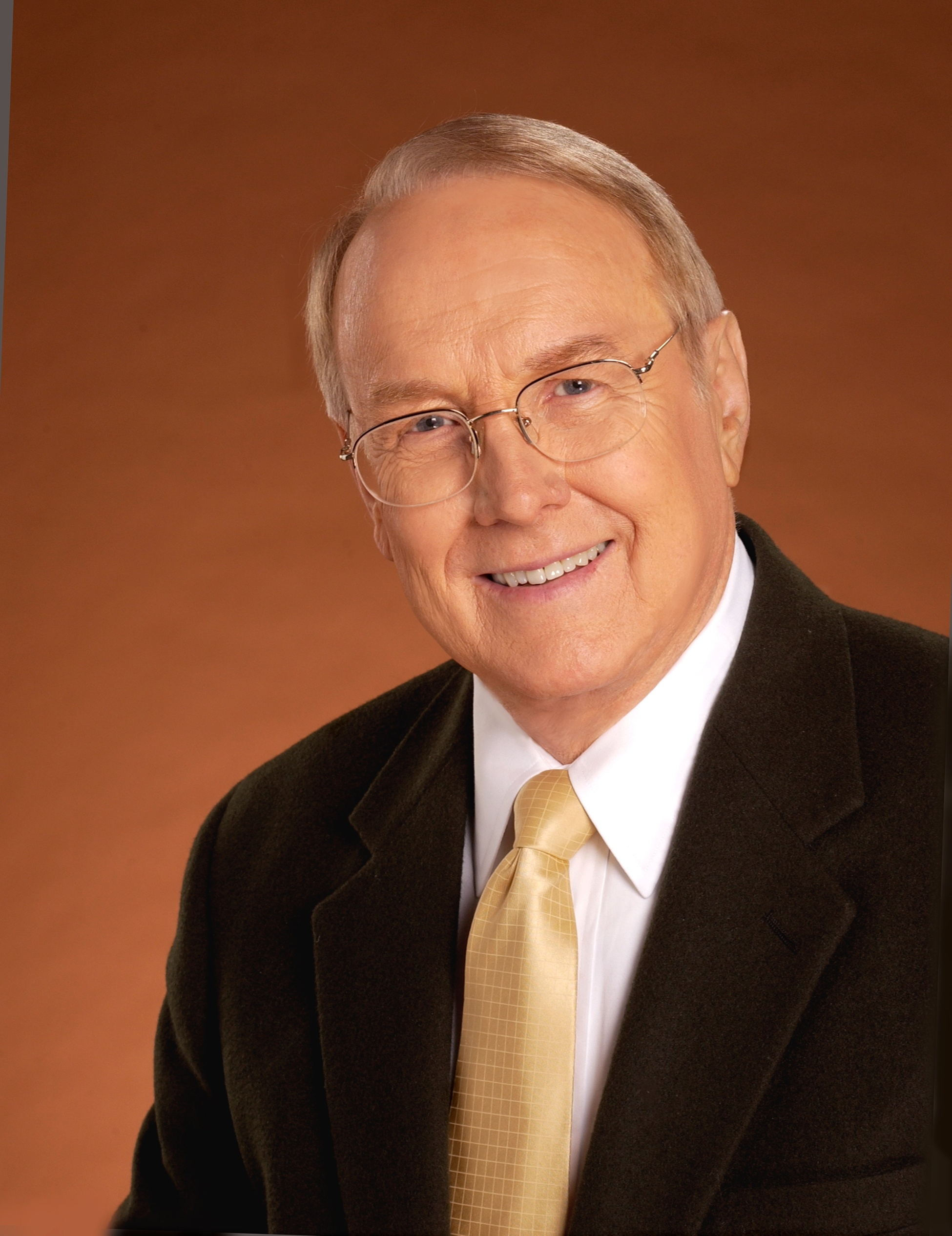
James Dobson

James Clayton „Jim“ Dobson, Jr. (* 21. April 1936 in Shreveport, Louisiana) ist ein US-amerikanischer Psychologe und Vorsitzender von Focus on the Family, einer 1977 gegründeten gemeinnützigen Organisation mit Sitz in Colorado Springs. In dieser Funktion produziert der konservative Evangelikale die tägliche Radiosendung Focus on the Family, die in mehr als einem Dutzend Sprachen und laut Focus on the Family von über 6.000 Radiosendern weltweit gesendet und von mehr als 200 Millionen Menschen in 164 Ländern täglich gehört wird. Focus on the Family wird auch von etwa 80 US-Fernsehsendern täglich übertragen. Er ist Autor von über 30 Büchern.

## Leben
Dobsons Eltern waren reisende Evangelisten der Kirche des Nazareners, die in kleinen Städten des Südwestens Erweckungsveranstaltungen durchführten. Er wuchs in Oklahoma und Texas auf.
Dobson besuchte das Pasadena Christian College (heute Point Loma Nazarene University) für sein Undergraduate-Studium und promovierte 1967 an der University of Southern California über kindliche Entwicklung. Er war 14 Jahre Professor für klinische Pädiatrie und arbeitete 17 Jahre in der Abteilung kindliche Entwicklung und medizinische Genetik des Kinderspitals von Los Angeles. Er ist in Kalifornien als Psychologe sowie in Kalifornien und Colorado als lizenzierter Familien- und Eheberater zugelassen und wird im Who’s Who im Bereich Medizin und Gesundheit aufgeführt.
Erstmals bekannt wurde er 1970 mit der Veröffentlichung von Dare to Discipline (Disziplinierung wagen!), einer konservativen Antwort auf die damals moderne antiautoritäre Erziehung, die sich 4,5 Millionen Mal verkaufte und im Kreis konservativ-christlicher Familien zum kulturellen Phänomen wurde. 1977 gründete er Focus on the Family, anfänglich als wöchentliche Radiosendung.
Dobson und seine Ehefrau Shirley (seit 1960 verheiratet) haben zwei Kinder: Danae und Ryan. Ryan Dobson ist selbst ein gefragter Redner zu Themen wie Jugend und Abtreibung (Ryan Dobson ist Abtreibungsgegner). James Dobson ist ein leidenschaftlicher Befürworter von Adoption, insbesondere der Adoption von Kindern mit Problemen. Ihr Sohn Ryan wurde von James und Shirley Dobson adoptiert.
Dobson hat 17 Ehrendoktortitel, von denen alle durch Hochschulen in religiöser Trägerschaft verliehen wurden (darunter jeweils drei von Kirchen in Trägerschaft der Gemeinden Christi und der Kirche des Nazareners; auch eine Universität, die von Jerry Falwell gegründet wurde, ist dabei, sowie eine charismatisch-katholische Universität). Keine Universität ohne religiösen Hintergrund hat ihn geehrt; nur seine Promotion fand an einer weltlichen Universität statt.
Auf Einladung von US-Präsidenten und Justizministern hat Dobson in verschiedenen beratenden Gremien gedient und bei Anhörungen ausgesagt. Zu seinen Ehrungen zählen der Preis „Laie des Jahres“ der National Association of Evangelicals (1982), „Freund der Kinder“ von Childhelp USA (eine Organisation, die Kindesmisshandlung bekämpft, 1987) sowie der Humanitarian Award der California Psychological Association (1988).
Dobson war Augenzeuge des Todes des professionellen Basketballspielers Pete Maravich.

## Wertung
Dobson ist in den Vereinigten Staaten ein einflussreicher Evangelikaler, der dafür bekannt ist, seine zahlreichen Zuhörer für seine Positionen zu Themen der Ethik und der Politik mobilisieren zu können. Er wird allgemein zur religiösen Rechten gerechnet.
Eine Umfrage des Barna-Instituts vom Oktober 2006 ergab, dass 45 % der befragten Amerikaner schon von Dobson gehört hatten. 27 % hatten einen positiven Eindruck von ihm 8 % einen negativen, 9 % keine Meinung. Unter Evangelikalen waren die Zahlen anders: 79 % hatten schon von ihm gehört, 69 % hatten einen positiven und 4 % einen negativen Eindruck (Die fehlenden Prozente haben jeweils keine Meinung geäußert).
Im Gegensatz zu anderen Evangelikalen hat Dobson jedoch keine Berührungsängste gegenüber Andersgläubigen, er lädt im Gegenteil regelmäßig Katholiken, Mormonen und Juden zu seinen Radiosendungen ein. Er hat auch einen Ehrendoktor einer charismatisch geprägten, römisch-katholischen Universität.
Bedeutende wissenschaftliche Vereinigungen wie die American Psychiatric Association, die American Psychological Association, die American Counseling Association, die National Association of Social Workers, die American Academy of Pediatrics, die American Psychoanalytic Association und die American Academy of Family Physicians lehnen die Ziele von James Dobson ab.

## Von Dobson vertretene Ansichten

### Ansichten über körperliche Bestrafung und Autorität
In seinem Buch, Dare to Discipline (siehe oben für den Kontext) betonte Dobson den Wert von Autorität in der Erziehung. Körperliche Bestrafung sollte jedem kindlichen Ungehorsam folgen und nicht etwa als letztes Mittel angewandt werden. Dobson zeigte sich jedoch der Gefahren von Kindesmisshandlung bewusst und warnte, dass „körperliche Bestrafung nicht häufig vorkommen soll“. Ferner sollte „Disziplin nicht streng und dem kindlichen Geist schädlich sein“. Es sei daher „nicht notwendig, ein Kind in die Untertänigkeit hinein zu schlagen; ein bisschen Schmerz kann schon bei einem jungen Kind viel erreichen. Die Schläge sollen jedoch von ausreichender Härte sein, damit das Kind wirklich weint“. Jemand, der zu unbeherrschtem Zorn neigt oder es insgeheim genießt, das Kind zu schlagen, sollte keine körperliche Bestrafung anwenden.

### Dobson und Homosexualität
Er glaubt, dass Homosexualität bei Erwachsenen durch eine „Reparative Therapie“ verändert werden könne und dass bei Kindern dagegen „vorgebeugt“ werden könne. Er ist ein regelmäßiger und heftiger Kritiker der Lesben- und Schwulenbewegung und von allem, von dem er glaubt, dass es Homosexualität fördere.
Dobson ist, anders als viele Evangelikale, nicht der Meinung, dass Lesben und Schwule ihre sexuelle Orientierung frei wählen. In seinem Buch Bringing Up Boys (Die Knabenerziehung) erklärt er: „Die Homosexuellen ärgert es zutiefst, wenn ihnen gesagt wird, sie hätten diese gleichgeschlechtliche Neigung auf der Suche nach sexueller Erregung oder aus anderen Gründen frei gewählt. Dies ist unfair, und ich nehme es ihnen nicht übel, dass sie durch diese Annahme geärgert werden. Wer von uns würde wissentlich einen Weg wählen, der in Entfremdung von der Familie, Ablehnung durch Freunde, Abscheu der heterosexuellen Welt, Aussetzung gegenüber sexuell übertragbaren Krankheiten wie AIDS und Tuberkulose und eine kürzere Lebensspanne münden würde? Nein, Homosexualität wird nicht ‚gewählt‘, abgesehen von seltenen Umständen. Im Gegenteil, verwirrte Kinder und Jugendliche befinden sich in der Lage, mit etwas umgehen zu müssen, das sie selbst noch nicht einmal verstehen“ (Bringing Up Boys, Dr. James Dobson, Focus on the Family 2003, S. 115–116).
Dobson glaubt jedoch nicht, dass Homosexualität genetischen Ursprungs ist. In seinem Rundbrief vom Juni 2002 erklärt er: „Es gibt weitere überzeugende Beweise, dass Homosexualität nicht erblich ist. Zum Beispiel, da eineiige Zwillinge die gleichen Chromosomenmuster bzw. DNA teilen, sind die genetischen Beiträge bei jedem Paar identisch. Also wenn ein Zwilling homosexuell ‚geboren‘ wird, müsste der andere unausweichlich diesen Zustand auch vorweisen. Dies ist jedoch nicht der Fall. Wenn ein Zwilling homosexuell ist, beträgt die Wahrscheinlichkeit, dass der andere Zwilling den gleichen Zustand aufweist, nur 50 Prozent. Also muss etwas anderes am Werk sein.“
Seinem Freund Ted Haggard, dem Ex-Präsidenten der evangelikalen National Association of Evangelicals, empfahl Dobson Anfang November 2006 eine Therapie bei einer christlichen Ex-Gay-Gruppe.
Dobson unterstellt Menschenrechtsorganisationen, die sich für die Rechte von Lesben und Schwulen einsetzen, den absichtlichen Missbrauch der englischen Sprache: „Während Worte wie ‚Vielfalt‘ und ‚Einheit‘ recht harmlos – ja, sogar edel – klingen, so ist die Realität, dass sie von Schwulenaktivisten häufig als Deckmantel missbraucht werden, um Kindern einzureden, Homosexualität sei moralisch und biologisch gleichwertig mit Heterosexualität.“
Am 20. Januar 2005 erschien ein Artikel in der New York Times mit der Überschrift „Conservatives Pick Soft Target: A Cartoon Sponge“. Nach dem Artikel soll Dobson gesagt haben, die Schöpfer von SpongeBob hätten ihn zusammen mit anderen Figuren aus dem Kinderfernsehen in einem pro-homosexuellen Videofilm erscheinen lassen. Der Artikel fuhr fort, die Produzenten hätten das als Missverständnis geschildert. Dobson erklärte daraufhin, seine Worte seien von den Medien falsch interpretiert worden und er habe der Trickfilmfigur nicht vorgeworfen, homosexuell zu sein. Daraufhin veröffentlichte die Los Angeles Times eine Richtigstellung. 

### Dobsons Ansichten zur Ehe
Dobson befürwortet die patriarchale Ehe. Er glaubt, dass Männer die Verpflichtung gegenüber Gott haben, ihre Familien zu führen, und Frauen die Verpflichtung gegenüber Gott haben, sich der Autorität ihres Ehemanns zu unterwerfen. Er unterstützt solche Organisationen, die ähnliche Meinungen vertreten, wie z. B. Promise Keepers. Familien mit minderjährigen Kindern rät er, dass (soweit dies der Familie möglich ist) ein Elternteil, vorzugsweise die Mutter, keiner Berufstätigkeit nachgeht, um Zeit für die Kinder zu haben. Er hält dies auch für die Eltern von Teenagern noch für sinnvoll, damit die Eltern Kraftreserven für die Herausforderungen haben, vor denen eine Familie mit Teenagern steht.

## Politische Macht
Das Online-Magazin Slate.com hat Dobson als „Amerikas einflussreichsten evangelikalen Führer“ (12. November 2004) beschrieben:
Jerry Falwell und Pat Robertson, die sich mit zunehmendem Alter mit begangenen Fehlern marginalisiert haben, kann man getrost vergessen.... Dobson ist jetzt Amerikas einflussreichster evangelikaler Führer mit einer Gefolgschaft, die derer von Falwell oder Robinson an ihren Spitzenzeiten nach manchen Berichten übersteigen soll.... Dobson könnte Bush seine Siege in Ohio und Florida geliefert haben.
Bereits jetzt setzt er seine neue Macht auch politisch um. Als ein Dankesanruf aus dem Weißen Haus kam, warnte Dobson den Mitarbeiter schroff, dass Bush ‚aggressiver werden muss‘, um das pro-life, anti-gay rights Agenda der Religiösen Rechten durchzusetzen, oder seine Partei würde ‚in vier Jahren einen Preis bezahlen‘. ... Dobson hat schon mehrfach davon gesprochen, die GOP zum Fall zu bringen, wenn sie seine Erwartungen nicht erfüllt.
1981 gründete Dobson das Family Research Council, das als sein politischer Arm gedient hat, obwohl er selbst ursprünglich etwas von der Washingtoner Politik entfernt blieb. Als LGBT-Themen an Prominenz gewannen, hat er sich jedoch mit voller Kraft in die Politik begeben. Im Herbst 2004 führte Dobson auch eine Kampagne an, um die Ernennung von Arlen Specter als Vorsitzender des Rechtsausschusses des US-Senats zu blockieren, da der später zu den Demokraten übergetretene Specter in Fragen der Abtreibung als moderater Republikaner galt. Auf Anfrage von Alan Colmes, ob er wolle, dass die Republikanische Partei als „big-tent party“ (pluralistische Volkspartei) bekannt sein soll, antwortete er, „Ich will nicht in dem großen Zelt (big tent) sein.... Ich glaube, dass die Partei für etwas stehen sollte.“
Trumps Vizepräsident Mike Pence würdigte Dobson als „Freund und Mentor“.

## Aussagen über Ethik und Wissenschaft
Während der Focus-on-the-Family-Radiosendung am 3. August 2005 kritisierte Dobson den republikanischen US-Senator Bill Frist aus Tennessee und andere, die Stammzellenforschung unterstützten und sagte:
Im Zweiten Weltkrieg experimentierten die Nazis in den Konzentrationslagern auf schreckliche Weisen, und ich kann mir vorstellen, wenn man sich die Zeit nehmen wollte, um darüber zu lesen, dass es einige Entdeckungen dabei gegeben haben mochte, die der Menschheit zum Vorteil geraten haben könnten.... 

## Werke
Dobson ist Autor bzw. Mitautor von 31 Büchern (Stand 2004), die in den USA insgesamt 4,5 Millionen Mal verkauft wurden, darunter:
- Gemeinsam oder einsam, 1986
- Dare to discipline. Tyndale, Wheaton 1970
  - Unsere Kinder sind unmöglich, 1982 (mehrere Auflagen)
- Emotions, can you trust them? Regal, Ventura 1980
  - Die Macht der Gefühle. Trobisch, Kehl 1983. ISBN 3-87827-048-8
- Dr. Dobson Answers Your Questions. Tyndale, Wheaton 1982
  - Der christliche Familienratgeber, Projektion J, Mainz-Kastel 1990 (2. Auflage 1991. ISBN 3-925352-34-1)
- Anti-Frust-Buch für Eltern von willigen und eigenwilligen Kindern, 1991
- Das solltest du über mich wissen ... : Ehekonflikte – und wie man sie löst, 2. Aufl. 1994
- When God doesn't make sense. Tyndale, Wheaton 1993
  - Wenn du Gott nicht mehr verstehst, Hänssler, Neuhausen 1995 (3. Auflage 1996. ISBN 3-7751-2115-3)
- Der kleine Eheratgeber, 3. Aufl. 1996
- Nimm dein Leben in deine Hand : [Tips für junge Leute] 1996
- ... man hat's nicht leicht als Mann, 2. Aufl. 1998
- Der große Familien- und Erziehungsratgeber : Amerikas namhaftester Familienberater beantwortet schwierige Fragen, mit denen sich Familien in unserer Zeit auseinandersetzen müssen, 1998
- Endlich – ich werde erwachsen, 2. Aufl. 2001
- Das eigenwillige Kind, 4. Aufl. 2001
- Jungs erziehen – Zukunft gestalten, 2003

Dobson war auch Mitglied des Ausschusses, der den Meese-Bericht zur Pornografie erstellte.